# Vitinia
Vitinia est un quartier (frazione en italien) de Rome Capitale, situé dans la zone Z. XXXI Mezzocammino, sur le territoire du Municipio Roma IX.
Elle est également célèbre pour être le lieu de naissance du footballeur Alessandro Florenzi.

## Géographie
Vitinia est situé dans la zone sud-ouest de la municipalité, en dehors de la Grande Raccordo Anulare, entre la Via Ostiensis au nord, et le Via Cristoforo Colombo au sud.
Vitinia est limitrophe au nord avec la Via Ostiensis (au km 14), à l'ouest avec la Via di Mezzocammino, au sud avec la Via Cristoforo Colombo. À l'est, Le quartier domine la vallée de Malafede (dont le nom dérive de la forêt voisine d'Ostie, très dangereuse dans le passé).

## Histoire
Créé en 1946, Vitinia est le plus ancien quartier de Rome parmi ceux qui ont surgi dans l'après-guerre, sous le nom de Risaro. Il a commencé à s'étendre sur les terres des propriétaires Cerato, Di Marzi et Sirimaldi, non pas illégalement, mais plutôt avec un accord semi-municipal dans les registres du Bureau d'enregistrement pour les travaux d'urbanisation primaire en 1948. En 1949, les premiers commerçants disposaient déjà de licences de vente régulières et de sécurité sanitaire des bâtiments sur la viale dei Negozi, aujourd'hui via Sarsina. Sur les terrains achetés à de petits propriétaires, on a construit des villas et des petits immeubles, souvent avec des jardins, qui dépassent rarement deux étages.

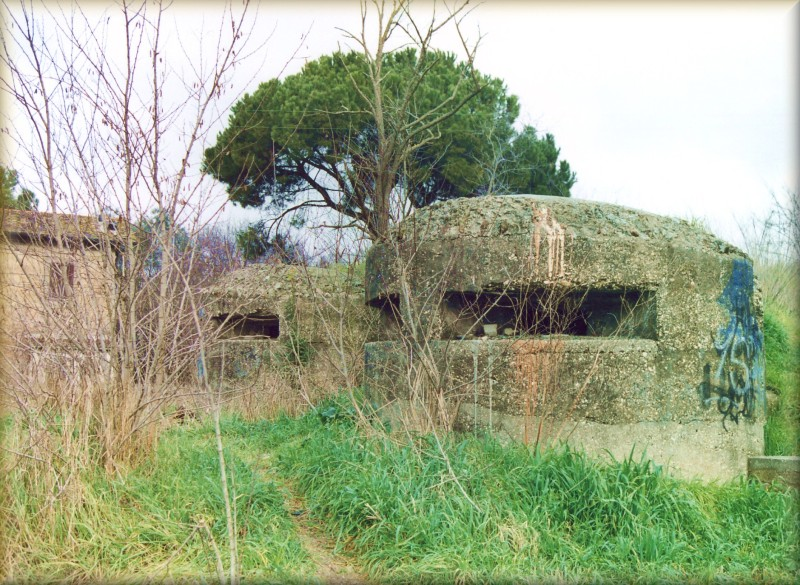
Bunker de la Seconde guerre mondiale à Vitina.

Le dépôt militaire de carburant de Mezzocammino situé à Vitinia fut le théâtre d'une attaque allemande pendant la Seconde Guerre mondiale le 8 septembre 1943 à 20h30, peu après l'armistice de Cassibile proclamé à 19h45 par le maréchal Badoglio.
Un noyau motorisé de parachutistes allemands de la deuxième division, la 2. Fallschirmjäger-Division, cantonnée autour de Pratica di Mare, lance une attaque surprise sur la barrière. Après une brève résistance, les fantassins de la 103e division d'infanterie Piacenza sont débordés avec le « bataillon chimique » qui gardait le dépôt de carburant de grande capacité de Mezzocammino, dans lequel ils entrèrent sans combattre, connaissant le mot de passe. Douze hommes, deux canons et une mitrailleuse sont surpris et capturés. Malgré les bombardements subis par les Alliés en 1944, le dépôt est resté en activité jusqu'aux années 1970. Il continue alors d'être administré par l'Armée italienne et sa capacité dans les tunnels en béton armé est d'environ 15 millions de litres de carburant répartis en gazole et essence.

## Monuments et lieux d'intérêt

### Architecture religieuse
L'église du Sacré-Cœur de Jésus en agonie, sur la via Sant'Arcangelo di Romagna. Cette église du XXe siècle (1955-1956) est un construction moderniste de l'architecte Ildo Avetta.

### Sites archéologiques
Dans les environs de Vitinia se trouvait la villa de Lucius Fabius Cilo, sénateur, consul et ami proche de l'empereur Septime Sévère (146-211). La présence de la villa est attestée par la découverte d'une fistule d'aquarium en plomb portant l'inscription LFABICILONISCV. À proximité, se trouvait également le pont de Refolta, ainsi appelé en raison de la réserve d'eau pour les bas niveaux d'eau du puits de Malafede, qui était l'un des plus splendides ponts romains antiques de la campagne romaine.
Il semble également que sous le terrain où se trouve l'ancien dépôt de carburant militaire, aujourd'hui caserne désaffectée, se trouve une zone funéraire archéologique : le cimetière de Saint Cyriaque, évêque d'Ostie au IIIe siècle.
Il existe également une place forte défensive datant de la Seconde Guerre mondiale.

### Espaces naturels
- Parc Vitinia. 41° 47′ 41″ N, 12° 24′ 55″ E
- Sentier de Trilussa.

Le sentier Trilussa est un itinéraire d'environ 7 km qui part de Vitinia à l'angle de la via del Risaro et de la via Massa Fiscaglia, facilement accessible à pied depuis la gare de Vitinia sur la ligne ferroviaire Rome-Lido.
L'itinéraire traverse ou longe trois zones protégées : la réserve Litorale Romano, la résidence présidentielle de Castelporziano et le parc régional Decima Malafede. On peut le parcourir à pied et à vélo.
Après un court tronçon sur asphalte, débute le chemin de terre qui longe le Fosso di Malafede, un cours d'eau qui vient des monts Albains et se jette dans le Tibre, formant la vallée du Risaro. Un passage souterrain permet de traverser la Via Cristoforo Colombo et de continuer sur un chemin de terre avec la résidence présidentielle de Castelporziano sur la droite. On peut alors apercevoir des sangliers, des vaches de Maremme et des chevaux paître à l'état sauvage sur le domaine. L'itinéraire rejoint Pontina Vecchia pour revenir au point de départ en empruntant la Via del Risaro qui longe la vallée homonyme de la réserve Decima-Malafede.
Le nom du sentier Trilussa provient du poète romain Trilussa, dont le vrai nom était Carlo Alberto Camillo Mariano Salustri (1871 -1950), qui fréquentait l'Osteria di Malpasso ouvert depuis 1910. Une photo de Trilussa avec un groupe d'amis a été retrouvée juste en face de l'Osteria, et une copie de la photo est exposée à l'intérieur de l'Osteria. Ces dernières années, l'Osteria del Malpasso a été visitée par des acteurs et des réalisateurs venus tourner dans les studios De Laurentiis situés à proximité sur la Pontina, à la hauteur de l'actuelle zone commerciale de Castel Romano. Federico Fellini, parmi tous, était un invité fréquent de l'Osteria.

## Odonymes
Outre la Via del Risaro qui porte un nom local, les rues de Vitinia sont dédiées à certaines communes de l'ancienne légation de Romagne.

## Infrastructures et transports
Vitina est accessible à partir de la gare de Vitinia.